# Un'occasione da Dio
Un'occasione da Dio (Absolutely Anything) è un film del 2015 scritto e diretto da Terry Jones, al ritorno come regista dopo diciannove anni.
È una commedia fantascientifica girata in tecnica mista, con protagonisti Simon Pegg e Kate Beckinsale, le voci dei Monty Python e di Robin Williams, al suo ultimo lavoro cinematografico.

## Trama
Il pianeta Terra sta per essere distrutto da un gruppo di alieni che si ritengono dotati di una moralità superiore. Come da prassi, prima di passare all'attacco mettono alla prova la specie che intendono estinguere, dandole un'ultima possibilità. Casualmente scelgono uno degli umani che, inconsapevole, sarà investito di un'enorme responsabilità: salvare la Terra.
L'uomo pescato dal mazzo è Neil Clark, un insegnante inglese con ambizioni da scrittore frustrate. Gli alieni danno a Neil un'occasione da Dio: può realizzare tutto ciò che desidera. Gli basta dirlo e muovere la mano. Se il terrestre utilizzerà questo potere straordinario per fare qualcosa di buono, il pianeta verrà graziato, altrimenti sarà raso al suolo. Il problema è che l'unico desiderio di Neil è conquistare la vicina di casa, Catherine.

## Produzione
Terry Jones parla per la prima volta del progetto, e della sua trama, nel marzo 2014 in un'intervista rilasciata alla rivista Empire, dichiarando di essersi ispirato al racconto L'uomo che faceva miracoli (The Man Who Could Work Miracles) scritto da H. G. Wells nel 1898.
Le riprese del film iniziano il 24 marzo 2014 e terminano il 12 maggio seguente.

### Sceneggiatura
Terry Jones ha cominciato a scrivere la sceneggiatura del film con Gavin Scott nei primi anni novanta. In un'intervista rilasciata del 2014, Jones dichiara che il noto scrittore e umorista Douglas Adams, dopo averla letta, ha apprezzato le scene con il cane Dennis.

### Cast
Dal film Monty Python - Il senso della vita (1983) i Monty Python non lavoravano assieme. Secondo Terry Jones sarà l'ultimo film in cui appariranno insieme.

## Colonna sonora
Roger Taylor, batterista dei Queen, canta la canzone di apertura del film Absolutely Anything and Anything At All.

## Promozione
Il primo trailer del film viene diffuso il 3 maggio 2015.

## Distribuzione
La pellicola è stata distribuita nelle sale cinematografiche britanniche a partire dal 14 agosto 2015, mentre in Italia è arrivata a partire dal 3 settembre. Nel 2016 è stato distribuito in paesi quali Canada, Germania, Cina e Spagna. Negli Stati Uniti, invece, il film è uscito nelle sale solo a partire dal 2017.

## Accoglienza
Il film ha ricevuto critiche generalmente negative; sul sito aggregatore Rotten Tomatoes riceve il 19% delle recensioni professionali positive con un voto medio di 3,7 su 10 basato su 43 critiche, mentre su Metacritic ottiene un punteggio di 31 su 100.